# Новоселье (Задонский район)
Новоселье — деревня в Задонском районе Липецкой области. Входит в состав сельского поселения Донской сельсовет.
Деревня находится в 1 км к северу от трассы Р119 Орёл — Тамбов.

## Население
| 2010 |
| ---- |
| 27   |